# Diocèse de Tarahumara
Le diocèse de Tarahumara (en latin : Dioecesis Tarahumarensis ; en espagnol : Diócesis de Tarahumara) est un diocèse de l'Église catholique du Mexique, suffragant de l'archidiocèse de Chihuahua.

## Territoire

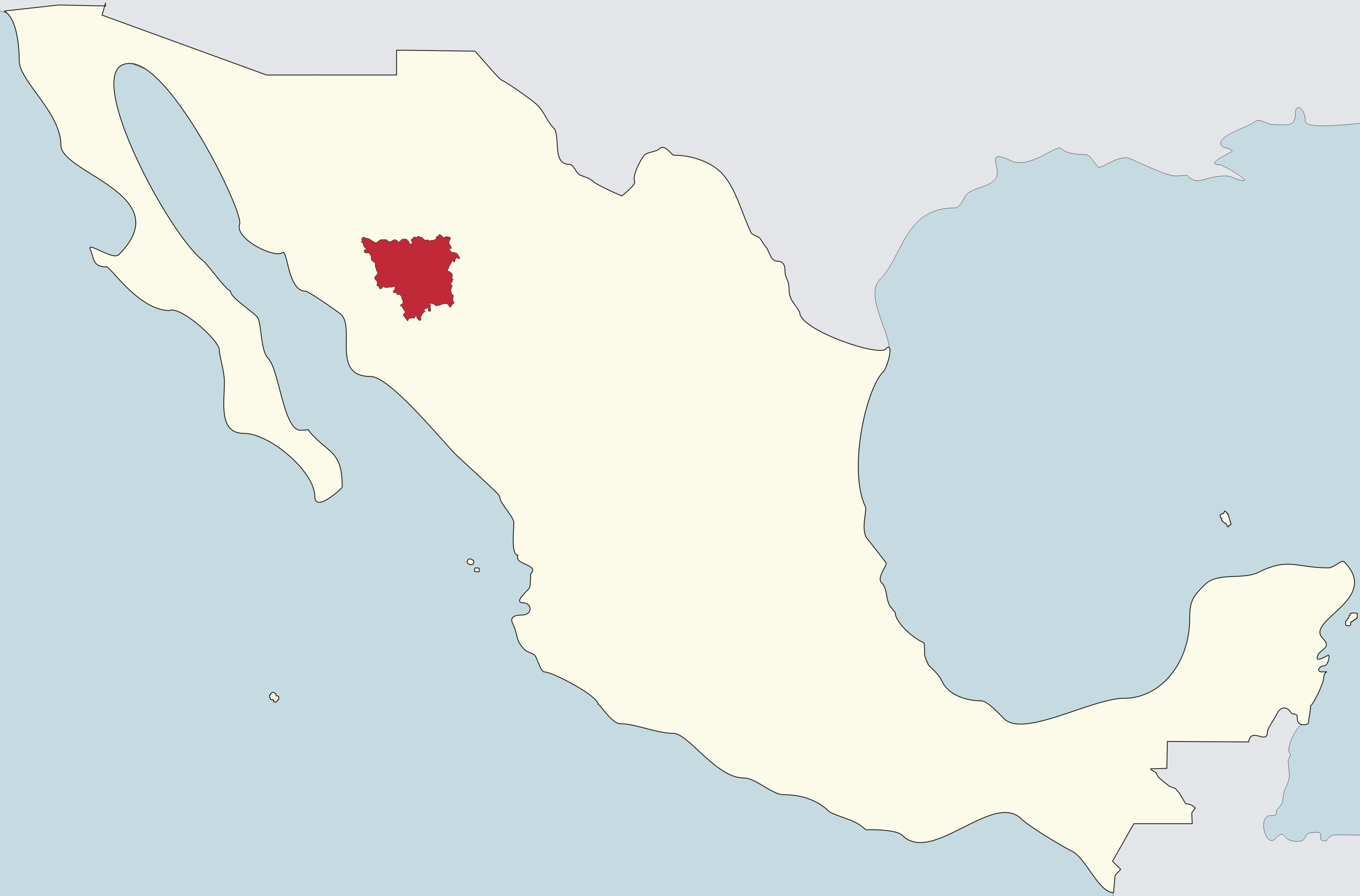
Le diocèse de Tarahumara en rouge sur la carte du Mexique

Il comprend 11 municipalités de l'État de Chihuahua ce qui correspond à un territoire d'une superficie de 31 354 km2 divisé en 15 paroisses.
Le siège épiscopal est dans la ville de Guachochi où se trouve la cathédrale Notre-Dame-de-Guadalupe.

## Historique
La mission sui juris de Tarahumara est érigée le 6 mai 1950 par décret de la congrégation pour les évêques en prenant une partie du territoire du diocèse de Chihuahua. Elle est confiée aux jésuites et placée sous juridiction de la congrégation pour la propagation de la foi.
La mission devient un vicariat apostolique le 23 juin 1958 par la constitution apostolique Si qua inter du pape Pie XII. Elle cède une portion de son territoire le 11 mai 1992 pour l'érection du diocèse de Parral.
Il est élevé au rang de diocèse et nommé suffragant de l'archidiocèse de Chihuahua le 20 décembre 1993 par la constitution apostolique Cum esset du pape Jean-Paul II.

## Évêques
- Salvador Martínez Aguirre, S.J (4 juillet 1958 - 25 mai 1973)
- José Alberto Llaguno Farias, S.J (28 février 1975 - 26 février 1992)
- José Luis Dibildox Martínez (20 décembre 1993 - 27 décembre 2003), nommé évêque de Tampico
- Rafael Sandoval Sandoval, M.N.M (4 janvier 2005 - 23 novembre 2015), nommé évêque d'Autlán
- Juan Manuel González Sandoval, M.N.M, depuis le 4 février 2017